# 5944 Utesov
5944 Utesov è un asteroide della fascia principale. Scoperto nel 1984, presenta un'orbita caratterizzata da un semiasse maggiore pari a 3,0203631 UA e da un'eccentricità di 0,0541608, inclinata di 10,84526° rispetto all'eclittica. È intitolato a Leonid Osipovič Utësov.